# Maria Rita
Maria Rita Camargo Mariano (São Paulo, 9 de setembre de 1977) és una cantautora i productora musical brasilera, guanyadora de 8 Premis Grammy Llatins.

## Carrera artística
És filla de la cantant Elis Regina i de l'arranjador i pianista César Camargo Mariano, i germana del cantant Pedro Mariano, del productor i empresari João Marcello Bôscoli, de l'instrumentista Marcelo Camargo Mariano i de la productora Luísa Camargo Mariano.
Va passar l'adolescència als Estats Units, on va completar la secundària i després va cursar estudis universitaris de Comunicació audiovisual. Va tornar al Brasil el 2001, amb 24 anys, i allà va començar la seva carrera artística. Amb Warner Music va publicar el seu primer àlbum (Maria Rita, 2003) en el que van participar noms il·lustres de l'escena musical brasilera: Milton Nascimento, Rita Lee, Zélia Duncan o Lenine. El treball, triple platí, rebre quatre nominacions als Premis Grammy Llatins, enduent-se el d'artista revelació i el de millor àlbum d'MPB.
Amb el següent treball (Segundo, 2005) també va guanyar el Grammy Llatí d'àlbum MPB. Emperò, a partir del tercer CD (Samba meu, 2007), Maria Rita s'endinsa en la samba; estil que ha mantingut al llarg de la seva carrera. Això va servir-li per allunyar-se de l'etiqueta de "filla de l'Elis" que l'havia acompanyat amb insistència en la fase inicial de la seva trajectòria. No obstant, el 2012 (any en què va signar amb Universal Music) va protagonitzar una sèrie de concerts en commemoració del 30è aniversari de la mort de la seva mare, que rendiria un disc en directe, Redescobrir, i un nou Grammy Llatí al millor àlbum MPB. Un any abans, havia col·laborat amb Calle 13, Susana Baca i Totó la Momposina en la cançó Latinoamérica, que va fer doblet als Grammy Llatins (millor cançó i millor enregistrament).
Maria Rita va ser productora del dos següents àlbums d'estudi: Coração a Batucar (2014) i Amor e Música (2018). Ambdós van obtenir el Grammy Llatí al millor àlbum de samba/pagode. El 2022 fitxa pel segell Som Livre i edita un EP amb noves cançons, Desse Jeito. Un any més tard, la cantant paulistana treu un disc doble en directe, Samba de Maria, que recull bona part dels èxits de la seva carrera i on també aprofita per rendir tribut a sambistes històrics com Beth Carvalho, Jorge Aragão i Jovelina Pérola Negra.

## Vida personal
És filla de la cantant Elis Regina i de l'arranjador i pianista César Camargo Mariano, i germana del cantant Pedro Mariano, del productor i empresari João Marcello Bôscoli, de l'instrumentista Marcelo Camargo Mariano i de la productora Luísa Camargo Mariano. Ha estat casada en dues ocasions i va tenir un fill amb cada marit: Antonio, de Marcus Baldini; i Alice, de Davi Moraes.
En entrevistes, la cantant va declarar que durant la infantesa havia sofert molt per compte de la polèmica mort de la seva mare, Elis Regina, la pressió exercida per la premsa i els intents de la família i els amics per protegir-la.
En quant a la seva posició política, va ser molt crítica amb el govern del Brasil durant el mandat de Jair Bolsonaro i s'ha mostrat propera a les polítiques d'esquerres. Va ser una de les artistes que va actuar en la jornada de presa de possessió de Lula da Silva i és amiga de la Primera dama, Janja. També ha demostrat la seva preocupació per l'excessiva pressió estètica que reben les dones i el masclisme i la intolerància arrelada encara al seu país.

## Discografia
| \| Any \| Àlbum \| Certificacions[3] \| \| ---- \| -------------------------------- \| ----------------- \| \| 2003 \| Maria Rita \| 3× Platí \| \| 2005 \| Segundo \| 2× Platí \| \| 2007 \| Samba Meu \| Platí \| \| 2011 \| Elo \| Platí \| \| 2012 \| Redescobrir (Ao Vivo) \| Platí \| \| 2014 \| Coração A Batucar \| Platí \| \| 2016 \| O Samba em Mim - Ao Vivo na Lapa \| — \| \| 2018 \| Amor e Música \| Platí \| \| 2022 \| Desse Jeito (EP) \| — \| \| 2023 \| Samba da Maria - Ao vivo \| — \| | 20092016                         |                |
| Any | Àlbum                            | Certificacions |
| 2003 | Maria Rita                       | 3× Platí       |
| 2005 | Segundo                          | 2× Platí       |
| 2007 | Samba Meu                        | Platí          |
| 2011 | Elo                              | Platí          |
| 2012 | Redescobrir (Ao Vivo)            | Platí          |
| 2014 | Coração A Batucar                | Platí          |
| 2016 | O Samba em Mim - Ao Vivo na Lapa | —              |
| 2018 | Amor e Música                    | Platí          |
| 2022 | Desse Jeito (EP)                 | —              |
| 2023 | Samba da Maria - Ao vivo         | —              |